# Piskî, Koriukivka
Piskî (în ucraineană Піски) este un sat în comuna Oleksandrivka din raionul Koriukivka, regiunea Cernihiv, Ucraina.

## Demografie
Componența lingvistică a localității Piskî
     Ucraineană (99%)
     Alte limbi (1%)
Conform recensământului din 2001, majoritatea populației localității Piskî era vorbitoare de ucraineană (99%), existând în minoritate și vorbitori de alte limbi.